# Drage (Steinburg)
Drage település Németországban, Schleswig-Holstein tartományban. Lakosainak száma 229 fő (2023. december 31.).

## Népesség
A település népességének változása:
| Lakosok száma | 263  | 259  | 241  | 233  | 229  | 230  | 229  |
|               | 1975 | 2014 | 2017 | 2019 | 2021 | 2022 | 2023 |